# Товарницкий, Алексей Михайлович
Алексе́й Миха́йлович Товарни́цкий (укр. Олексій Михайлович Товарницький; 30 июля 2004, Тершев, Львовская область) — украинский футболист, защитник львовского «Руха».

## Биография
Родился в селе Тершев Старосамборского района Львовской области. В ДЮФЛУ с 2014 по 2021 год выступал за львовские «Карпаты» и ДЮСШ «Карпаты». Первые тренеры — Виталий Пономарёв и Михаил Дячук-Ставицкий. В середине июля 2021 года перешёл в структуру «Руха». В сезоне 2021/22 дебютировал за львовян в юношеском чемпионате Украины. 14 сентября 2022 года дебютировал за «Рух» в Юношеской лиге УЕФА, 14 сентября 2022 года в победном (1:0) домашнем поединке 1-го раунда против польского «Заглембе». Алексей вышел на поле на 51-й минуте вместо Андрея Столярчука. Всего в сезоне 2022/23 выходил на поле в 3-х матчах Юношеской лиги УЕФА. В сезоне 2022/23 стал победителем юношеского (U-19) чемпионата Украины. Начиная с сезона 2023/24 привлекался также в резервную команду «Руха». На профессиональном уровне дебютировал за «Рух-2» 20 августа 2023 года в победном (3:0) выездном поединке 3-го тура Второй лиги Украины против николаевского «Васта». Алексей вышел на поле в стартовом составе и отыграл весь матч. Впервые в заявку главной команды «Руха» попал 11 августа 2024 года на победный (4:0) выездной поединок 2-го тура Премьер-лиги Украины против киевской «Оболони», но просидел все 90 минут на скамейке запасных. Первым голом на профессиональном уровне отличился также за резервную команду «Руха», 26 августа 2024 года на 25-й минуте (реализовал пенальти) проигранного (2:4) домашнего поединка 3-го тура группы А Второй лиги Украины против житомирского «Полесья-2». Товарницкий вышел на поле в стартовом составе и отыграл весь матч.
В Премьер-лиге Украины дебютировал 30 августа 2024 года в победном (5:0) домашнем поединке 5-го тура против петровского «Ингульца». Алексей вышел на поле в стартовом составе, а на 64-й минуте его заменил Роман Дидык.